# Big Shot
Pour les articles homonymes, voir Big Shot (homonymie).
Big Shot est une série télévisée américaine de comédie dramatique dans l'univers du sport, composée de vingt épisodes de 45 minutes créée par David E. Kelley, Dean Lorey et Brad Garrett, et diffusée entre le 16 avril 2021 et le 12 octobre 2022 sur Disney+.

## Synopsis
Marvyn Korn, (John Stamos), est un entraîneur de basket-ball au caractère bien trempé, responsable d'une équipe évoluant en ligue universitaire. Après s'être emporté lors d'un match, il perd son poste ; il lui est conseillé de faire profil bas. Afin de redorer son blason, il se voit forcé d'accepter un poste de coach dans le Lycée huppé de Westbrook, à San Diego, en Californie.

## Distribution

### Acteurs principaux
- John Stamos (VF : Olivier Destrez) : Marvyn Korn,
- Jessalyn Gilsig (VF : Rafaèle Moutier) : Holly Barrett, assistante de Marvyn
- Richard Robichaux (VF : Philippe Siboulet) : George Pappas
- Sophia Mitri Schloss (VF : Alice Orsat) : Emma Korn, fille de Marvyn
- Nell Verlaque (VF : Émilie Marié) : Louise Gruzinsky, membre de l'équipe Sirens
- Tiana Le (en) (VF : Bérénice Bala) : Destiny Winters, membre de l'équipe Sirens
- Monique Green (VF : Justine Berger) : Olive Cooper, membre de l'équipe Sirens
- Tisha Eve Custodio (VF : Valérie Bachère) : Carolyn « Mouse » Smith, membre de l'équipe Sirens
- Cricket Wampler (VF : Camille Gondard) : Samantha Finkman, membre de l'équipe Sirens
- Yvette Nicole Brown (VF : Annie Milon) : Sherilyn Thomas, la doyenne de l'école pour filles de Westbrook.
- Sara Echeagaray (VF : Valérie Bescht) : Ava Navarro, membre de l'équipe Sirens (saison 2)

### Acteurs récurrents
- Toks Olagundoye (VF : Géraldine Asselin) : Terri Grint, professeur de sciences politiques.
- Emery Kelly (VF : Augustin Bonhomme) : Dylan, le meilleur ami de Louise.
- Darcy Rose Byrnes (VF : Lauryanne Philippe) : Harper
- Dale Whibley (VF : Gabriel Bismuth-Bienaimé) : Lucas, le frère aîné de Louise et petit ami d'Emma.
- Kathleen Rose Perkins (VF : Barbara Tissier) : Miss Goodwin, professeur d'art dramatique.
- Daisha Graf (VF : Karine Texier) : Angel, la tante de Destiny.
- Camryn Manheim (VF : Coco Noël) : la coach McCarthy, entraîneur principal des Carlsbad Cobras.
- Keala Settle (VF : Juliette Poissonnier) : Christina Winters, la mère de Destiny qui est en fait sa tante.
- Michael Trucco (VF : Guillaume Orsat) : Larry Gruzinsky, le père de Louise et Lucas. (saison 1)
- Tricia Helfer : Lillian Gruzinky, la mère de Louise et Lucas. (saison 1)
- Amy Pietz (VF : Véronique Picciotto) : Caren Korn
- Deja Mattox (VF : Mélissa Berard) : Savannah Gibson
- Savannah La Rain : Kate

### Invités
- Tony Kornheiser (en) : lui même
- Michael Wilbon (en) : lui-même

Version française
- - Société de doublage : Titra Film
  - Direction artistique : Vanina Pradier
  - Adaptation des dialogues : Marie-Jo Aznar et Marilou Adam

 Source et légende : version française (VF) sur RS Doublage et le carton de doublage sur Disney+.

## Production

### Développement
En octobre 2019, Disney+ a commandé une série de dix épisodes d'environ une heure chacun. Celle-ci est basée sur une idée originale de Brad Garrett, qui l'a présenté à David E. Kelley et l'a développée avec Dean Lorey. Le trio, ainsi que Bill D'Elia, devaient assurer la production exécutive, ABC Signature agissant en tant que maison de production. Lorey devait écrire le scénario et D'Elia devait réaliser le premier épisode.
Le 17 février 2023, la série est annulée.

## Épisodes

### Première saison (2021)
1. Pilot
2. The Marvyn Korn Effect
3. TCKS
4. Great in the Living Room
5. This Is Our House
6. Carlsbad Crazies
7. Kalm Korn
8. Everything to Me
9. Beth MacBeth
10. Marvyn's Playbook

### Deuxième saison (2022)
1. Ava Fever
2. BOYS!
3. Tipoff
4. 17 Candles
5. Field Day
6. It's Going to Be Okay
7. Playing House
8. Prom!
9. Parent Trap
10. Moving On